# Illuminata

Illuminata est un film américain réalisé par John Turturro, sorti en 1998.

## Synopsis
Au début du XXe siècle, le dramaturge Tuccio propose sa nouvelle pièce Illuminata qu'il a écrite pour sa petite amie Rachel, aux deux directeurs d'une compagnie théâtrale mais ceux-ci la refusent car ils estiment que le travail est inachevé. Tuccio profite néanmoins d'une occasion pour présenter sa pièce mais le critique Bevalaqua l'éreinte.

## Fiche technique
- Titre original : Illuminata
- Réalisation : John Turturro
- Scénario : Brandon Cole et John Turturro, d'après la pièce de théâtre de Brandon Cole
- Photographie : Harris Savides
- Montage : Michael Berenbaum
- Musique : Arnold Black et William Bolcom
- Pays d'origine :  États-Unis
- Langue originale : anglais
- Format : couleur - 1.85 : 1 - Dolby
- Genre : comédie romantique
- Durée : 119 minutes
- Dates de sortie : 
  - France : 21 mai 1998 (Festival de Cannes)
  - États-Unis : 6 août 1999

## Distribution
- John Turturro : Tuccio
- Katherine Borowitz : Rachel
- Beverly D'Angelo : Astergourd
- Donal McCann : Pallenchio
- Georgina Cates : Simone
- Susan Sarandon : Celimène
- Christopher Walken : Bevalaqua
- Ben Gazzara : Flavio
- Rufus Sewell : Dominique
- Bill Irwin : Marco
- Aida Turturro : Marta

## Accueil
Sorti dans trente-trois salles aux États-Unis, le film a rapporté 840 134 dollars au box-office américain. Il a réalisé un peu plus de 50 000 entrées dans toute l'Europe.
Il recueille 38 % de critiques positives, avec une note moyenne de 5,5/10 et sur la base de 24 critiques collectées, sur le site Rotten Tomatoes. Sur Metacritic, il obtient un score de 60/100 sur la base de 26 critiques collectées.
Il a été présenté en compétition officielle au Festival de Cannes 1998.